# Dinarg D-200
El Dinarg D-200 es un microcoche autoportante de diseño e industria Argentina perteneciente al Segmento A. Solamente se fabricaron 300 unidades de este microcoche, por lo que hoy en día se considera un auto de colección. Solamente se fabricó en su versión de dos puertas con dos asientos, aunque atrás del asiento tiene una tapa que se puede bajar, y puede albergar dos niños sentados.
Es un auto de dimensiones muy reducidas (tiene 2430 mm de largo, 1240 mm de ancho y 1200 mm de alto), solamente podía alcanzar los 75 km/h, pese a estas desventajas, era un auto de muy bajo coste, y a la vez muy raro. A cada 17,5 kilómetros consume un litro de combustible.

## Historia
El comienzo de la empresa que construyó este coche se remonta en el año 1959, cuando un grupo de industriales e ingenieros crearon la sociedad anónima a la que llamaron Dinámica Industrial Argentina, con capitales argentinos. En esa época muchas empresas nacionales e internacionales se lanzaron a la fabricación de automotores, aprovechando el Régimen de Promoción de la Industria Automotriz, lanzado por el gobierno de Arturo Frondizi en 1959. Otro claro ejemplo fue el Siam Di Tella 1500.
Esta empresa estaba a cargo del ingeniero José Fuad Elaskar (presidente) y junto a los ingenieros Meliton González del Solar, Gilberto Anastasio Lamarque, Enrique Rodríguez Pardiña, Walter Ricardo Santa Cruz y Roberto Antonio Suárez. Ellos decidieron diseñar un automóvil de pequeñas dimensiones y  bajo coste para su compra como para su mantenimiento.
En 1960 se terminaron de construir tres prototipos de este Dinarg D-200, un año después se realizaron ensayos con estos prototipos, realizando recorridos de 100.000 km, el proyecto tuvo éxito y recibió la aprobación de la Secretaría de Industria y Minería en noviembre de 1961 de acuerdo al decreto 3693/59. En este mismo año se comienza la producción de este vehículo, en la planta industrial en Chacras y Camino San Roque, ciudad de Córdoba.
Los planes de producción estimaban para los años 1962, 1963 y 1964, 2.000, 2.500 y 3.000 unidades respectivamente. Aunque no hay cifras oficiales, se estima que la producción total de unidades llegó a unas 300 hasta el año 1961 cuando se discontinua el emprendimiento.

## Características

### Motor

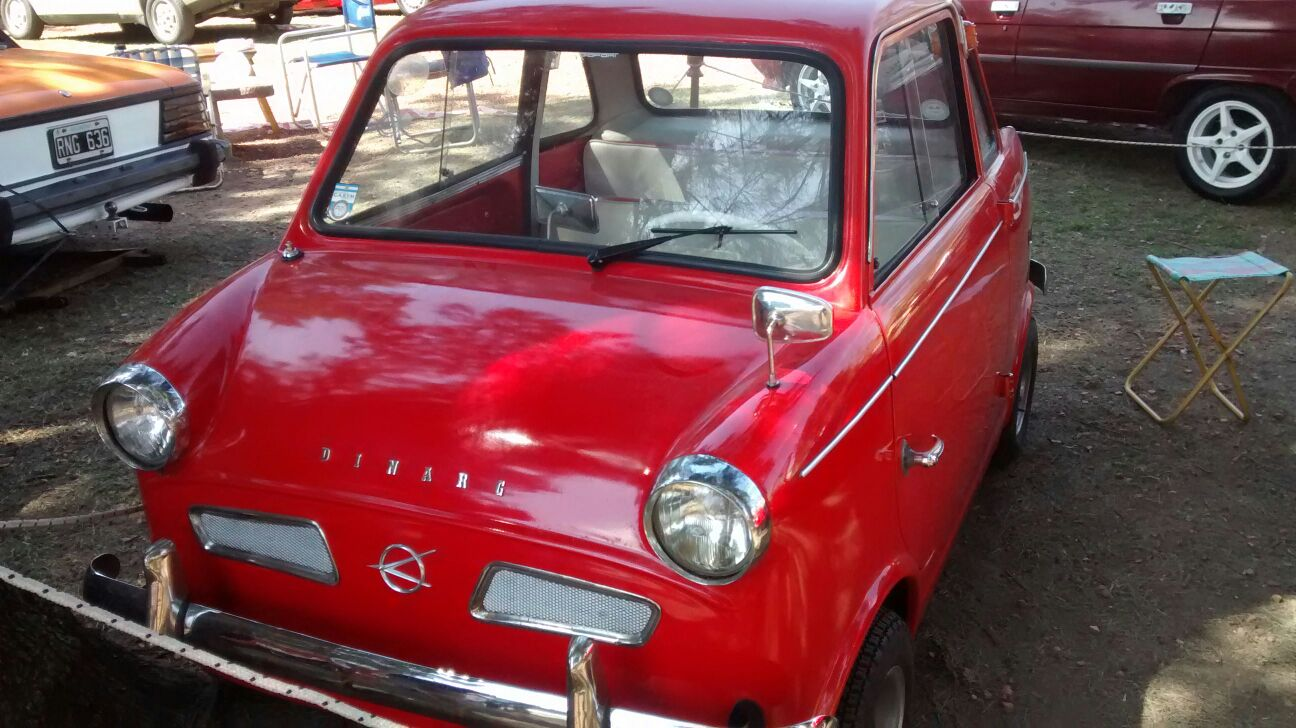
Dinarg D-200 fotografiado en una exposición en la ciudad de Rosario, Argentina.

El motor del Dinarg D-200 es monocilindrico de dos tiempos, cilindrada 191 cm³, funciona a 10,2 HP lo que genera 5.250 RPM. La transmisión es Sachs de cuatro marchas sincronizadas hacia delante, la marcha atrás se lograba invirtiendo el sentido de giro del motor, por lo tanto exigía detener el propulsor y volver a arrancarlo en sentido inverso. El carburador es Bing descendente, barrido por sistema Schnuerle, la refrigeración es a aire por turbina (cilindro envuelto en camisa de refrigeración).

### Otras
Su velocímetro es bastante preciso, llega a los 100 km/h, allí mismo se encuentra el cuenta kilómetros con cinco dígitos. Sin embargo el Dinarg D-200 no cuenta con una aguja que cuente el régimen de RPM, tampoco tiene algún indicador de combustible.
En el centro del volante hay un adorno rojo que la insignia de la empresa Dinarg, pero no es el botón para accionar la bocina, la bocina se acciona mediante una perilla en la columna de dirección.
Los frenos son a tambor, y a causa de la escasa masa del auto, su frenado es muy bueno, con unos tres metros basta para detener completamente el vehículo.